# Осада Филиппсбурга (1688)
Осада Филиппсбурга (фр. Siège de Philippsburg) была первым крупным военным действием в Войне за Пфальцское наследство. Осада началась 27 сентября 1688 года с окружения крепости Филиппсбург французскими войсками и закончилась 30 октября капитуляцией гарнизона.
Первые крупные боевые действия Войны за Пфальцское наследство начались 27 сентября 1688 года с окружения Филиппсбургской крепости, которую оборонял граф Максимилиан фон Штаремберг. У него был только чуть более 2000 человек, а также 17 батарейных и 90 малых пушек. Провианта и боеприпасов было в достатке, но не хватало вина (вином заменяли или разбавляли местную воду плохого качества) и опытных солдат (только 20 человек имели боевой опыт службы в крепостном полку). Французская армия под верховным командованием дофина Людовика Французского насчитывала 30 000-40 000 человек и имела 52 крупнокалиберных орудия и 24 мортир. Французскому маршалу маркизу де Вобану было поручено руководить осадой, так как он считается одним из лучших мастеров-строителей укреплений и тактиков осад своего времени.
1 октября французы открыли артиллерийский огонь, чтобы разрушить паром, единственную связь между главной крепостью и Рейншанце, небольшим укреплением на другом берегу Рейна. Штаремберг укомплектовал Рейншанце гарнизоном в 50 человек и там сдерживал противника в течение шести дней, а затем незаметно вернул их через Рейн. Поскольку Филиппсбург был плохо защищен со стороны Рейна, потеря Рейншанце позволяла французам оттуда свободно обстреливать сооружения и бастионы крепости из своей артиллерии.
6 октября маршал Вобан разработал план осады, который предусматривал три одновременных подхода в разных точках, чтобы было легче овладеть бастионами крепости. Прикрытые второстепенными атаками, саперные подразделения успешно продвигались вперед, несмотря на плотный имперский огонь. К 9 октября французские саперы подобрались к рвам бастионов. Тем временем крепость и укрепления находились под постоянным огнем мортир, который разрушил все постройки и засыпал колодцы. Ночью 200 защитников снова засыпали ямы и чинили крепостные валы.
До 12 октября саперы продолжали рытье траншей, большая часть которых теперь в основном доходила до рвов крепости. На следующий день французы штурмовали небольшое передовое укрепление. 14 октября защитники решили совершить вылазку, добирались до вражеских окопов и стали разрушать сооружения и осадную технику. Только в результате контратаки имперцы отступили, понеся большие потери. Ещё одна вылазка против второстепенного подхода оказалась менее успешной и была отбита. Понеся большие потери, защитники запросили перемирия, чтобы иметь возможность позаботиться о раненых и больных.
Следующие несколько дней под проливным дождем осаждающие продолжали копать и закладывать новые батареи. 17 октября осажденные совершили очередную вылазку, в результате которой французы понесли большие потери, но работы саперов были повреждены мало. Следующей ночью французы начали сливать воду из рва. 18 октября осажденные уничтожили одно орудие и взорвали пороховой склад противника.
В ночь с 19 на 20 октября французы начали засыпать ров на правом крыле крепости («Хорнверк»), но под шквальным огнем защитников понесли большие потери. После сильной бомбардировки «Хорнверка» французы смогли перебросить много солдат через уже сухой и полузасыпанный ров и нанесли удар с тыла. Лишь немногие из 140 защитников смогли спастись. После оставления «Хорнверка» боевой дух защитников снизился. Вина не было, а жажду можно было утолить только грязной водой.
До 26 октября французы продолжали саперные работы, а затем стали в течение двух дней обстреливать средний бастион («Кронверк») из 18 орудий самого крупного калибра. К 28-му он был в руинах, но все ещё оборонялся. 28-го французы начали генеральный штурм и смогли закрепиться у «Кронверка». После неудачной контратаки осажденным пришлось уйти из «Кронверка», который был захвачен, и отступить в цитадель.
Обескураженный и ослабленный гарнизон цитадели не смог бы отразить новый штурм, и 30 октября Филиппсбург был сдан после 32 дней осады. Осажденным был предоставлен свободный выход в Ульм. 1 ноября Штаремберг покинул крепость с примерно 1500 человек, 100 повозками и 6 орудиями. По их собственным заявлениям, французы потеряли 587 человек убитыми и 1013 ранеными во время осады, а имперцы — около 600 человек.